# Broadway Boogie-Woogie
Broadway Boogie-Woogie é um quadro de Piet Mondrian, iniciado em 1942  completado em 1943, pouco depois de este se ter mudado para Nova Iorque, em 1940, utiliza cores quentes, energia fervilhante, animadas e vibração inusitada, representando o local, faz parte do período' De Stijl'. É considerado por muitos a sua obra prima e o ponto culminante do seu sentido estético. Comparado com as suas obras anteriores, a tela está dividida num número significativamente maior de pequenos quadrados. Ainda que a obra de Mondrian tenha um carácter essencialmente abstracto, esta pintura inspira-se directamente em duas referências do mundo real: a grelha urbana de Manhattan,por causa da luzes de neon nas ruas  e o ritmo do Boogie woogie - estilo de dança que Mondrian apreciava particularmente, era dançarino e apaixonada por jazz. A peça foi comprada em 1943 por cerca de 800 dólares pela escultora brasileira Maria Martins que mais tarde doou o quadro para o Museu de Arte Moderna de Nova York. Martins comprou a peça depois que ela e Mondrian fizeram uma exposição juntos na Valentine Gallery em Nova York.